# Zschornewitzer Kleinbahn
| Streckennummer: | 152 k                                                        |                                        |                                        |
| Kursbuchstrecke: | 152k (1934) 181a (1944) 181a (Burgkemnitz – Großmöhlau 1946) |                                        |                                        |
| Streckenlänge: | 16,9 km                                                      |                                        |                                        |
| Spurweite: | 1435 mm (Normalspur)                                         |                                        |                                        |
| |                                                              |                                        |                                        |
| \| \| \| von Halle (Saale) \| \| \| \| 0,0 \| Burgkemnitz \| Burgkemnitz \| \| \| \| nach Berlin \| \| \| \| \| Kohlebahn nach Ferropolis–Oranienbaum \| \| \| \| \| ab 1915 über Zschornewitz \| \| \| \| \| zum Kraftwerk Zschornewitz \| \| \| \| 3,5 \| Zschornewitz \| Zschornewitz \| \| \| \| \| \| \| \| \| ab 1940 neue (längere) Strecke \| \| \| \| \| \| \| \| \| 6,2 \| Golpa \| Golpa \| \| \| 7,4 \| Möhlau \| Möhlau \| \| \| \| Kohlebahn von Burgkemnitz–Ferropolis \| \| \| \| 12,6 \| Jüdenberg \| Jüdenberg \| \| \| \| nach und von Dessau und nach Vockerode \| \| \| \| 16,9 \| Oranienbaum (Anh) \| Oranienbaum (Anh) \| \| \| \| nach Wörlitz \| \| |                                                              |                                        |                                        |
| Strecke |                                                              | von Halle (Saale)                      | von Halle (Saale)                      |
| Bahnhof | 0,0                                                          | Burgkemnitz                            | Burgkemnitz                            |
| Abzweig geradeaus und nach rechts |                                                              | nach Berlin                            | nach Berlin                            |
| Abzweig ehemals geradeaus und nach rechts |                                                              | Kohlebahn nach Ferropolis–Oranienbaum  | Kohlebahn nach Ferropolis–Oranienbaum  |
| Strecke von links (außer Betrieb) · Abzweig geradeaus und nach rechts (Strecke außer Betrieb) |                                                              | ab 1915 über Zschornewitz              | ab 1915 über Zschornewitz              |
| Abzweig geradeaus und nach rechts (Strecke außer Betrieb) · Strecke (außer Betrieb) |                                                              | zum Kraftwerk Zschornewitz             | zum Kraftwerk Zschornewitz             |
| Haltepunkt / Haltestelle (Strecke außer Betrieb) · Strecke (außer Betrieb) | 3,5                                                          | Zschornewitz                           | Zschornewitz                           |
| Strecke nach links (außer Betrieb) · Abzweig geradeaus und von rechts (Strecke außer Betrieb) |                                                              |                                        |                                        |
| Abzweig geradeaus und nach links (Strecke außer Betrieb) · Strecke von rechts (außer Betrieb) |                                                              | ab 1940 neue (längere) Strecke         | ab 1940 neue (längere) Strecke         |
| Abzweig geradeaus und von links (Strecke außer Betrieb) · Strecke nach rechts (außer Betrieb) |                                                              |                                        |                                        |
| Haltepunkt / Haltestelle (Strecke außer Betrieb) | 6,2                                                          | Golpa                                  | Golpa                                  |
| Haltepunkt / Haltestelle (Strecke außer Betrieb) | 7,4                                                          | Möhlau                                 | Möhlau                                 |
| Abzweig ehemals geradeaus und von rechts |                                                              | Kohlebahn von Burgkemnitz–Ferropolis   | Kohlebahn von Burgkemnitz–Ferropolis   |
| ehemaliger Haltepunkt / Haltestelle | 12,6                                                         | Jüdenberg                              | Jüdenberg                              |
| Abzweig geradeaus, ehemals nach links und von links |                                                              | nach und von Dessau und nach Vockerode | nach und von Dessau und nach Vockerode |
| Bahnhof | 16,9                                                         | Oranienbaum (Anh)                      | Oranienbaum (Anh)                      |
| Strecke |                                                              | nach Wörlitz                           | nach Wörlitz                           |

Die Zschornewitzer Kleinbahn GmbH wurde 1918 gegründet; 53 % ihrer Anteile übernahmen die Elektrowerke AG Zschornewitz, ein Tochterunternehmen des AEG-Konzerns, weitere 27 % die Provinz Sachsen. Der Sitz der Bahnverwaltung war in Grube Golpa (Post Zschornewitz) angesiedelt.
Die 17 Kilometer lange normalspurige Strecke zweigt in Burgkemnitz von der Anhalter Bahn ab und führt über Zschornewitz–Golpa–Großmöhlau nach Oranienbaum.

## Entwicklung bis 1945

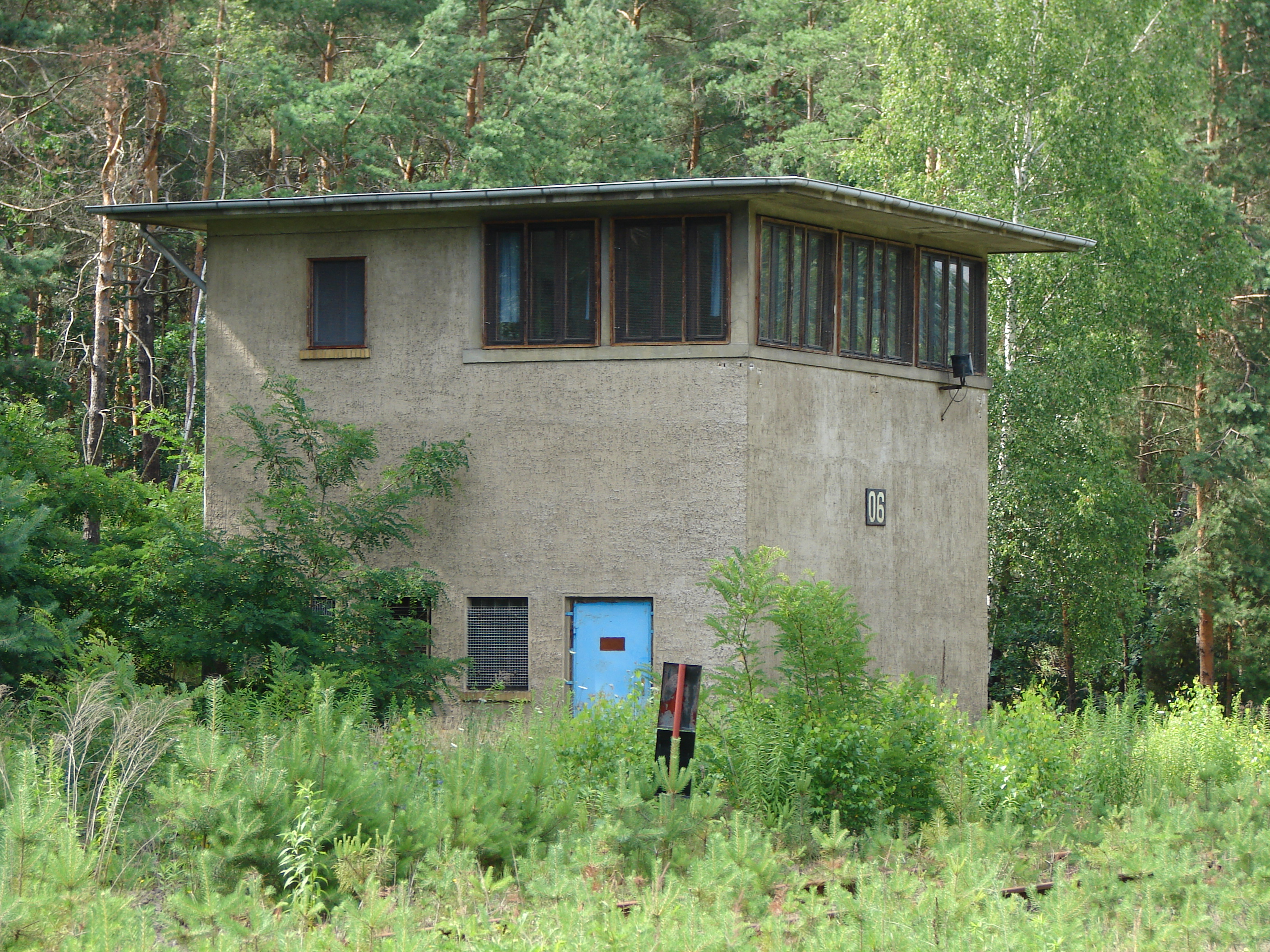
Altes Stellwerk bei Jüdenberg

Die Bahn war durch die Verbindung von zwei Grubenbahnen entstanden: Von Süden war am 8. Januar 1895 durch die Friedrich Albert-Baggerwerke Golpa-Jeßnitz die Strecke von Burgkemnitz nach Golpa in Betrieb genommen worden. Zwei Jahre später entstand im Norden die Verbindung von Oranienbaum bis zur Grube Margarethe. Diese Strecke wurde 1908 von der Dessau-Wörlitzer Eisenbahn-Gesellschaft (DWE) erworben, die das fehlende Zwischenstück nach Golpa herstellte. Ab dem 1. Oktober 1917 gab es auch Werkspersonenverkehr. 
Nach dem Verkauf dieser Bahn an die Elektrowerke AG Zschornewitz am 21. Juni 1918 kam es zur Gründung der neuen Gesellschaft. Sie verband als öffentliche Kleinbahn ab 1. April 1919 mit Personen- und Güterverkehr die Staatsbahnstrecke Wittenberg–Bitterfeld mit der Dessau–Wörlitzer Eisenbahn am Bahnhof Oranienbaum. Ab 15. Oktober 1920 führte für einige Jahre die Anhaltische Landes-Eisenbahngemeinschaft den Betrieb der Kleinbahn, obwohl nur zwei Kilometer der Strecke im Lande Anhalt lagen, sie führte aber den Betrieb der DWE. Ab 1928 übernahm die Kleinbahn die Betriebsführung wieder selbst. Sie war später nicht mit der Kleinbahnabteilung der Provinzialverwaltung in Merseburg verbunden, der die Mehrzahl der Kleinbahnen in der Provinz Sachsen angeschlossen waren. 1939 musste die Strecke zwischen Zschornewitz und Golpa wegen des Tagebaus verlegt werden, die Strecke wurde 2,19 km länger. Ende der 1930er Jahre wurde südwestlich von Oranienbaum ein Abzweig zum Kraftwerk Vockerode gebaut, um die Braunkohle aus den Tagebaugruben zum Kraftwerk zu transportieren.

### Fahrplan
Der Personenverkehr von Golpa nach Oranienbaum war stets sehr gering; er wurde nach und nach auf nur ein Zugpaar täglich reduziert, das 1932 auch noch wegfiel; dagegen blieb das Angebot Burgkemnitz bis Golpa erheblich umfangreicher. 1927 waren es 36857 Fahrgäste, 1939 wurden 193.274 Fahrgäste befördert. Die Statistik nennt für 1939 als Fahrzeugbestand fünf Dampflokomotiven, einen Akku-Triebwagen mit Beiwagen, einen Pack- und acht Güterwagen, aber keinen Personenwagen.
1941 endeten die – immerhin werktags neun – Personenzüge bereits in Zschornewitz, fuhren aber teilweise 1944 wieder bis Golpa und 1946/47 sogar bis Großmöhlau. Nachdem seit 1938 von hier bis Oranienbaum auch kein regelmäßiger Güterverkehr bedient wurde, war diese Teilstrecke (zeitweise) abgebaut, so dass zwischen 1942 und 1945 – trotz des kriegsbedingten Treibstoffmangels – eine Omnibuslinie Golpa–Oranienbaum betrieben werden musste.

## Entwicklung seit 1945
Nach Kriegsende wurde die Bahn am 22. März 1946 der SAG für Brennstoffindustrie übergeben, die sie 1950 wieder in eine Grubenanschlussbahn umwandelte, auf der noch bis 1. Juli 1955 werksinterner Personenverkehr bedient wurde. Inzwischen hatte im Sommer 1953 das BKW (Braunkohlewerk) Golpa die Bahn übernommen. Anfang 1946 wurde der Abschnitt zwischen Möhlau und Oranienbaum abgebrochen. Ende 1946 wurde die Strecke zwischen Burgkemnitz und Zschornewitz für den Tagebau aufgegeben.
Nach der Wende wurde die Lausitzer und Mitteldeutsche Bergbau-Verwaltungsgesellschaft (LMBV) neue Eigentümerin. Nachdem die Strecke Burgkemnitz–Zschornewitz–Golpa–Jüdenberg inzwischen abgebaut worden ist, wird heute eine Strecke von Burgkemnitz (mit Anschluss an die Anhalter Bahn) nach Gräfenhainichen benutzt. Vom dortigen Betriebsbahnhof verzweigt sich die Strecke einerseits nach Zschornewitz und Möhlau sowie andererseits über Jüdenberg nach Oranienbaum mit einer Abzweigung nach Ferropolis.
Am 1. Juli 1997(?) übernahm die Anhaltische Bahn Gesellschaft mbH (ABG) die „Grubenbahn Gräfenhainichen“, die zunächst von der Ferropolis Bergbau- und Erlebnisbahn e. V. (FBE) betrieben wurde. Seit 2007 ist die ABG auch Betriebsführer der Strecke. Am 1. Juni 2008 wurde die Teilstrecke Oranienbaum–Ferropolis nach umfangreichen Reparaturarbeiten wieder eröffnet. An jedem ersten Sonntag im Monat von Juli bis Oktober wird Personenverkehr von Wörlitz nach Ferropolis (Ferropolisbahn) angeboten. In Oranienbaum besteht Anschluss an die Dessau-Wörlitzer-Eisenbahn. Die ABG wollte die Grubenbahn bis Ende 2010 an ein anderes Eisenbahninfrastrukturunternehmen abgeben. Die Zörbiger Eisenbahn GmbH (ZEG), als bisher einzige Interessentin, ertüchtigte im Sommer 2010 das Streckennetz. Jedoch kam es aus finanziellen Gründen nicht zum bereits vereinbarten Kauf. Im September 2011 hat die Mitteldeutsche Eisenbahn Infrastrukturgesellschaft mbH (MEIG) die ehemalige südliche Kohlenbahn zwischen Burgkemnitz und Möhlau übernommen. Allerdings musste diese Gesellschaft bereits nach fünf Monaten Insolvenz anmelden.
In Ferropolis befand sich ein Grubenbahnmuseum der FBE mit Fahrzeugen, die unter anderem im ehemaligen Tagebau Golpa-Nord eingesetzt wurden. Die Fahrzeuge wurden jedoch Anfang 2010 abtransportiert oder verschrottet.
Nachdem die ELS Eisenbahn Logistik und Service GmbH die Infrastruktur übernommen und das Streckennetz betriebsbereit hergestellt hat, werden seit Ende Oktober 2013 zwei Betriebe in Zschornewitz und Möhlau wieder im Schienengüterverkehr über den Anschluss an das DB-Netz in Burgkemnitz bedient.